# Клара Милич
«Клара Милич» («После смерти») — повесть Ивана Сергеевича Тургенева, относящаяся к позднему периоду его творчества. Опубликована в журнале «Вестник Европы» в 1883 (№ 1), с подписью и пометой: «Ив. Тургенев. Буживаль, Октябрь. 1882». 
Повесть относят к циклу «таинственных повестей» Тургенева, куда входят также «Призраки», «Песнь торжествующей любви», рассказы «Собака», «Сон» и др. По словам Л.В. Пумпянского, «Клара Милич» — «последнее большое произведение Тургенева, предсмертный его шедевр, быть может, лучшая из всех вообще написанных им повестей».

## Сюжет
Действие происходит в 1878 году. В Москве с тёткой жил молодой человек лет двадцати пяти, Яков Аратов, родители которого умерли (имя Яков он получил от отца в честь почитаемого им Якова Брюса). Он учился в Университете, но не окончил его и решил также не поступать на службу. Общества он сторонился, и светские новости узнавал обычно от своего приятеля Купфера, который часто заходил к нему. Однажды Купфер уговорил Якова пойти на концерт, где в числе прочих выступала молодая и подающая надежды певица и актриса Клара Милич (настоящее её имя было Катя Миловидова). Яков сходил на концерт и, хотя пение Милич и она сама не очень понравились ему, у него осталось ощущение, что девушка взглядом выделила его среди зрителей. 
На следующий день Яков получил письмо без подписи, в котором его просили прийти на Тверской бульвар. Как он и подумал, письмо было от Клары. Она сказала Якову, что должна много о чём ему рассказать, однако затем разговор не заладился и Клара ушла, причём в какой-то момент Яков увидел в её глазах слёзы. Некоторое время Клара не выходила у него из головы, но со временем он перестал думать о ней. 
Прошло три месяца, и Яков из заметки в газете узнал о том, что Клара, поступившая актрисой в театр в Казани, покончила с собой, отравившись прямо на сцене. В газете также делался намёк на то, что она сделала это из-за несчастной любви. Несмотря на то, что Клара особенно не нравилась ему, Яков потерял покой, разузнал всё, что можно, о Кларе у Купфера и даже съездил в Казань поговорить с матерью и сестрой Клары. У сестры он взял фотокарточку Клары, а также тайно вырезал страницу из её дневника. Хотя и Купфер, и сестра Клары уверяли Якова, что никакой несчастной любви у девушки не было, Яков стал одержим мыслью о том, что Клара покончила с собой именно из-за него. По ночам ему стало казаться, что Клара где-то рядом и вот-вот заговорит с ним.
Наконец, в одну из ночей Якову показалось, что ему действительно явилась Клара и он признался ей в любви и поцеловал её. На следующий день его тётя заметила, что Яков стал чрезвычайно бледен и слаб, однако он выглядел счастливым. Он понял, что для того, чтобы быть с Кларой, ему тоже придётся умереть. На следующее утро тётя нашла Якова лежащим без чувств на полу у кресла. Он уже не смог прийти в себя и через несколько дней умер. В его руке нашли небольшую прядь женских волос, а на губах его застыла улыбка.

## История создания

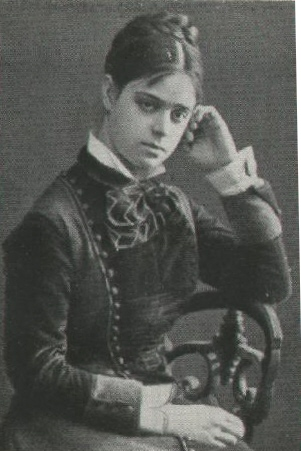
Евлалия Кадмина

В основу повести легла реальная история «посмертной влюблённости», случившаяся незадолго до написания повести. Молодая певица и актриса Евлалия Кадмина 4 ноября 1881 года покончила жизнь самоубийством, приняв яд на сцене драматического театра в Харькове во время спектакля «Василиса Мелентьева» по пьесе А. Н. Островского (Кадмина исполняла главную роль). В Кадмину был влюблён Владимир Аленицын (1846—1910), магистр зоологии, причём после смерти актрисы его любовь приняла форму психоза. Эта жизненная драма имела в то время шумный резонанс, и Тургенев знал о ней от нескольких знакомых. При этом история взаимоотношений Аратова и Клары Милич была целиком вымышлена Тургеневым (Кадмина не была даже знакома с Аленицыным).
Знакомая писателя Ж. А. Полонская, одна из тех, от кого он узнал об истории Кадминой и Аленицына, после публикации повести сообщала Тургеневу: «Аленицын пробежал Ваш рассказ, узнал Кадмину и остался недоволен — нашёл, что Вы её не поняли и не могли понять и что, кроме его, никто не только не поймёт, но и не вправе её понять».
Замысел повести относят к началу декабря 1881 года, однако начало активной работы над ней пришлось на август следующего года. В сентябре повесть была закончена и отослана на просмотр П. В. Анненкову, а в октябре передана Стасюлевичу. В рукописи повесть была названа «После смерти», однако уже при подготовке печати редактор журнала изменил название на «Клара Милич» по согласованию с Тургеневым. Повесть была опубликована в январе 1883 года в «Вестнике Европы» и через несколько дней по-французски в «Nouvelle Revue» под первоначальным авторским названием Après la mort. 
Помимо французского, ещё при жизни Тургенева его повесть была переведена на ряд западноевропейских языков, в том числе на немецкий (Klara Militsch, 1883), английский (Clara Militch, 1884), чешский (Klára Miličova, 1883), болгарский (1883), сербский (Клара Милићева, 1884), румынский.

## Критика
После публикация повесть получила благоприятные отзывы в газетной и журнальной критике. О ней хорошо отзывались П. В. Анненков, И. А. Гончаров, Н. С. Лесков, И. А. Бунин.
Хотя сам Тургенев первоначально предполагал написать рассказ «вроде Эдгара По», его повествование развивается совершенно не так, как в рассказах американского писателя. Так, Тургенев «тщательно стушёвывает таинственный характер явления, растворяет его в рассказе, обставляет рядом чужеродных элементов (например, комически-бытовых), вообще пользуется целым аппаратом средств для сплава таинственной части рассказа с нейтральным материалом».
Отмечалась связь «Клары Милич» с рядом более ранних произведений Тургенева: так, мысль о воздействии на человека таинственных сил, лежащих вне его, в природе, нашла отражение в таких его произведениях, как «Поездка в Полесье», «Фауст», «Призраки».

## Адаптации

### Опера
Повесть Тургенева вдохновила композитора А. Д. Кастальского на создание оперы в четырёх действиях под заглавием «Клара Милич». В либретто оперы был также использован отрывок из поэмы Тургенева «Андрей» (1846), его стихотворение «Весенний вечер» (1843), отрывка «Перед охотой» из цикла «Деревня» (1846) и текст одного из стихотворений в прозе — «Сфинкс» (1878). Впервые опера была поставлена в Москве 11 ноября 1916 года.

### Фильмы
В 1915 году по мотивам повести было снято сразу два российских немых фильма — «После смерти» («Тургеневские мотивы») Евгения Бауэра и «Клара Милич» Эдварда Пухальского (второй фильм не сохранился).
В 1990 году венгерский режиссёр Элизабет Мартон сняла по мотивам повести «Клара Милич» телевизионный фильм «Лунный свет» / Holdárnyék.